# Steinwyschywanka

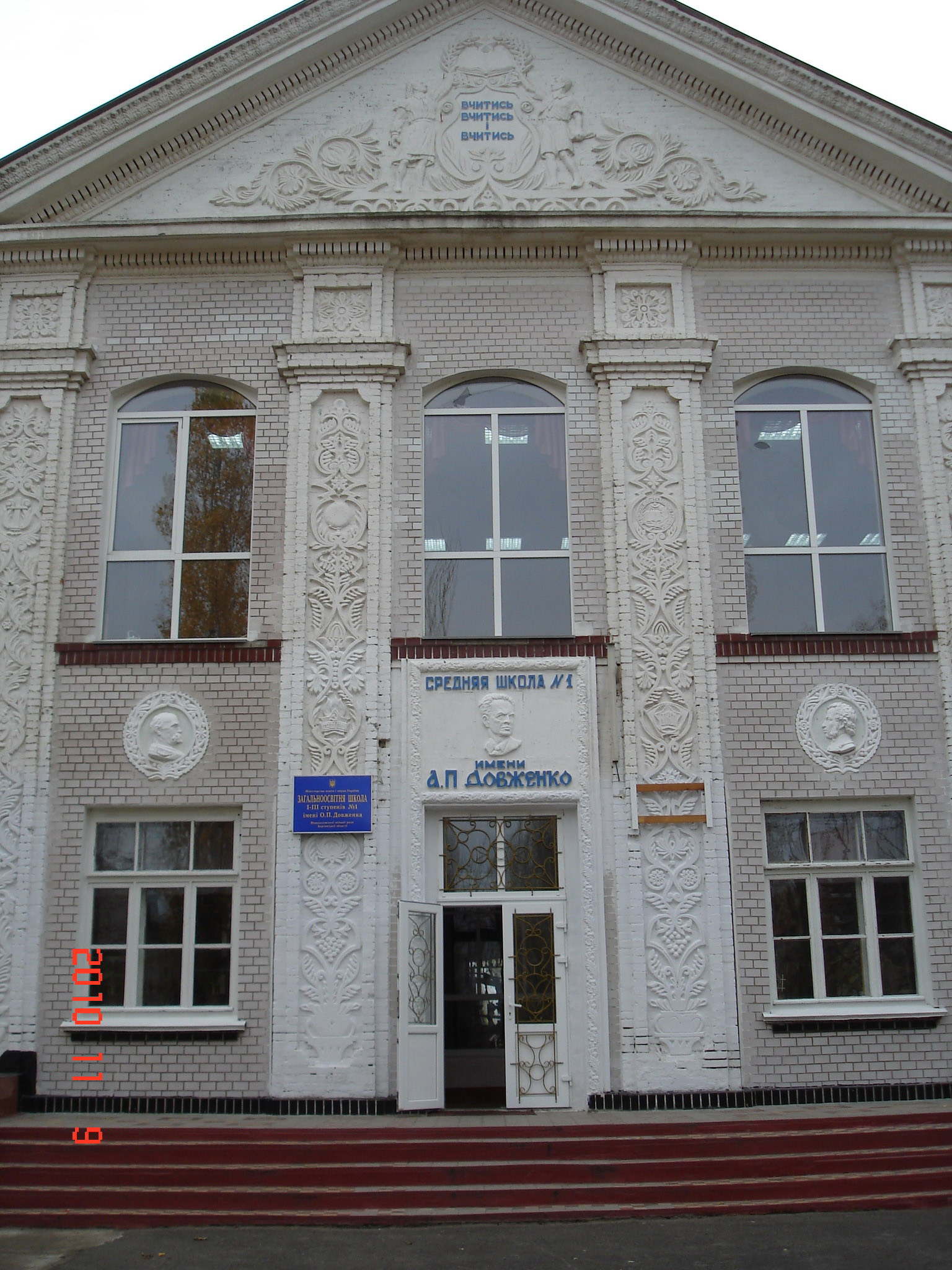
Nowa Kachowka, Schule Nr.1, 2010

Steinwyschywankas (ukrainisch кам'яні вишиванки, von Stein und Wyschywanka) sind dekorative, meist aus floralen, geometrischen und gelegentlich figurativen Elementen gebildete Reliefs, die auf dem Putz von Fassaden angebracht werden. Sie sind Kennzeichen der Stadt Nowa Kachowka in der Ukraine.

## Geschichte
Die Stadt Nowa Kachowka wurde 1952 während des Baus des Wasserkraftwerks Kachowka an der Stelle des Dorfes Kljutschowe gegründet. Neben dem Wasserkraftwerk entstand in vier Jahren eine Stadt für 15.000 Menschen in der Oleschky-Sande auf dem in den 1950er-Jahren populären Prinzip der Gartenstadt. Der Filmemacher Oleksandr Dowschenko begleitete von Anbeginn den Bau des Kraftwerks und lebte mehrere Monate in Nowa Kachowka, um das Drehbuch des geplanten Filmes Poem des Meeres zu schreiben. Zur Belebung der grauen eintönigen sowjetischen Gebäude organisierte er eine Gruppe von Künstlern und Architekten, die die Fassaden verzieren sollten, darunter sein Namensvetter Hryhorij Dowschenko. Die Künstler arbeiteten bis 1955 an diesem Projekt und dekorierten insgesamt 180 Gebäude mit einzigartigen Ornamenten nach Dowschenkos Skizzen. In seinen Werken verwirklichte der Architekt die wichtigsten Ideen des Boychukismus. Sie zeigen sich vor allem in den traditionellen natürlichen Motiven, dem Geflecht mit Vogel- und Blumenornamenten sowie in der Darstellung der ukrainischen Kunst und der Verbindung von Schönheit und Alltagsleben.
Am 28. Februar 2022 sollte die Stadt ihr 70-jähriges Jubiläum feiern. Doch am 24. Februar, in den ersten Stunden des Überfalls Russlands auf Ukraine, wurde Nowa Kachowka vollständig von russischen Truppen besetzt. Auf Beschuss, Terror und Zerstörung folgten Überschwemmungen: Am 6. Juni 
Die einzigartigen Steinwyschywankas von Nowa Kachowka sind infolge der russischen Besatzung von Zerstörung bedroht.

## Denkmalschutz
Im Jahr 2012 gründete die Architektin Tetjana Jewsejewa ein Verein zum Schutz des kulturellen Erbes in Nowa Kachowka. Dadurch entstand die Initiative zur Erhaltung von Steinwyschywankas, die eine Reihe Ausstellungen und Workshops organisierte, so auch im Jahr 2022 in Lwiw und in Iwano-Frankiwsk.

## Galerie

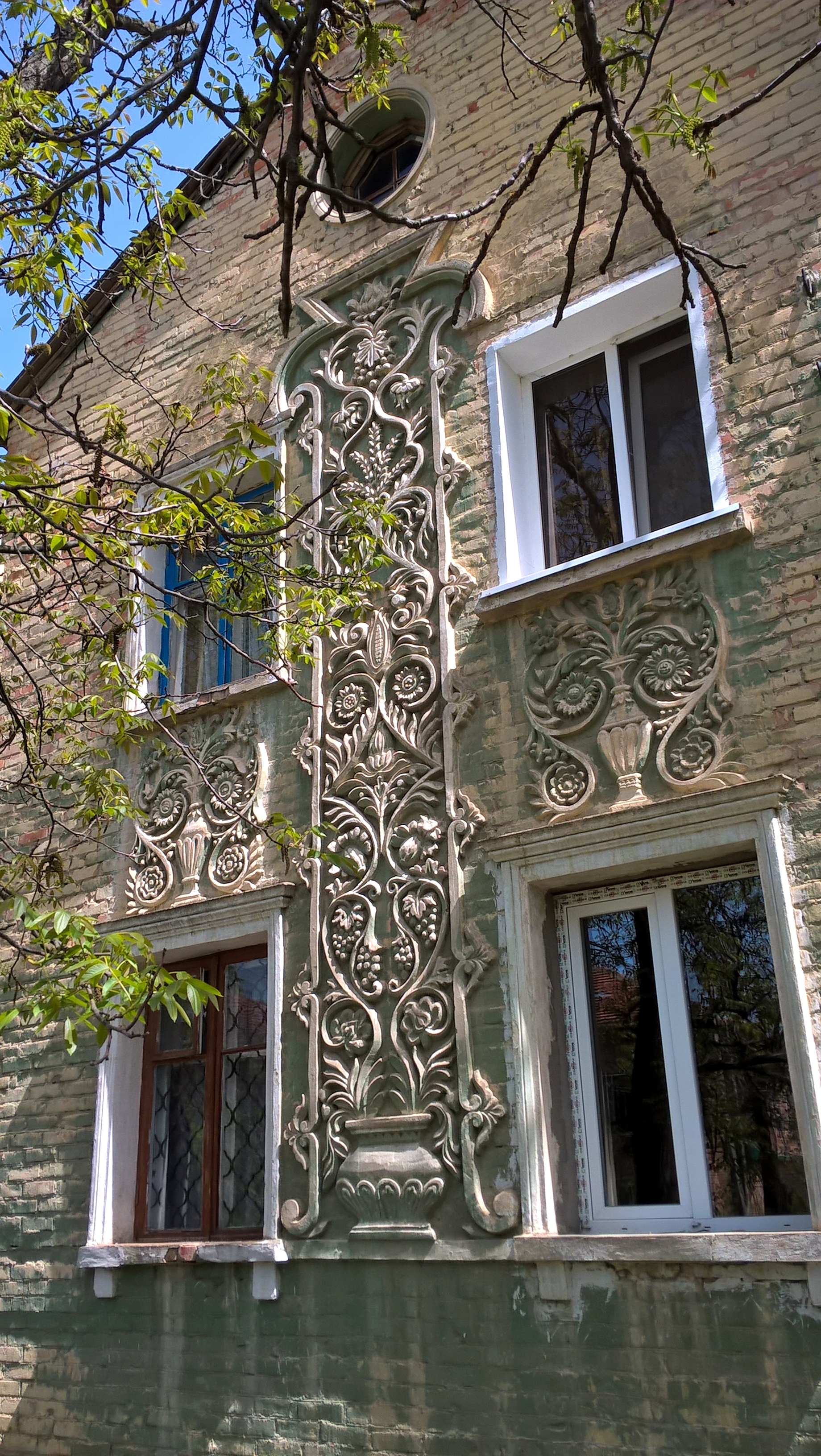
Wohnhaus in Nowa Kachowka
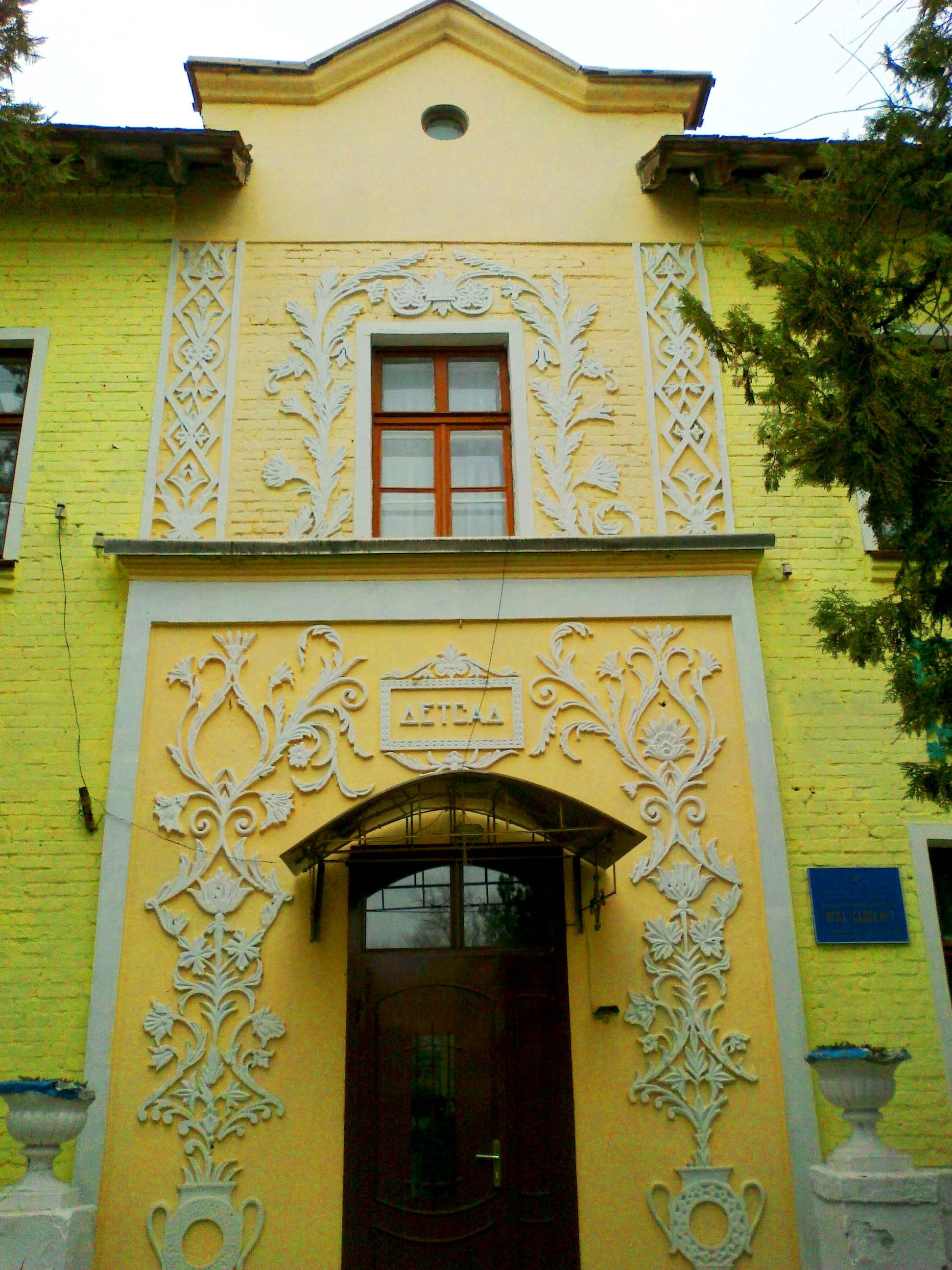
Kindergarten in Nowa Kachowka
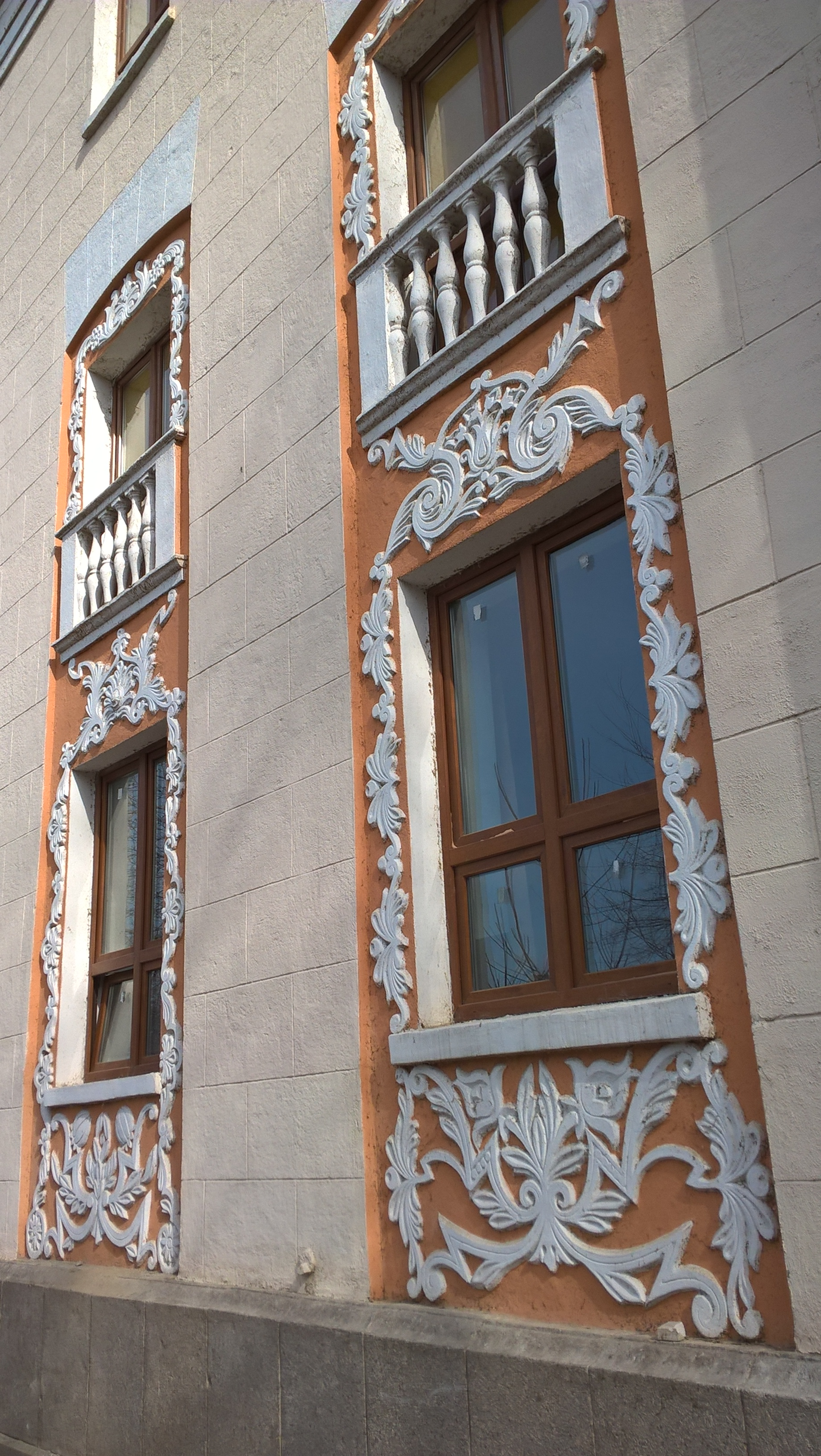
Kulturpalast in Nowa Kachowka
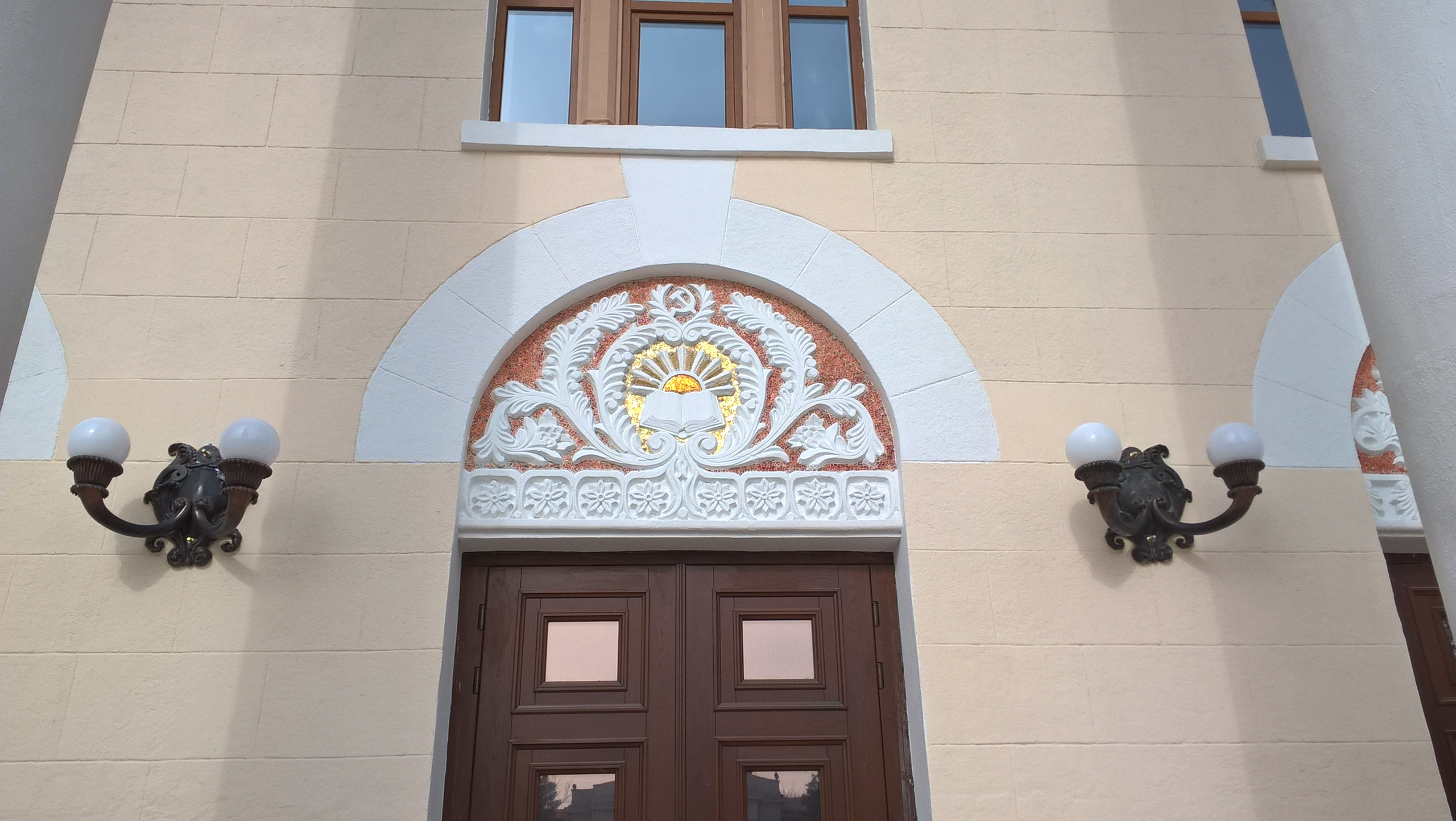
Kulturpalast in Nowa Kachowka
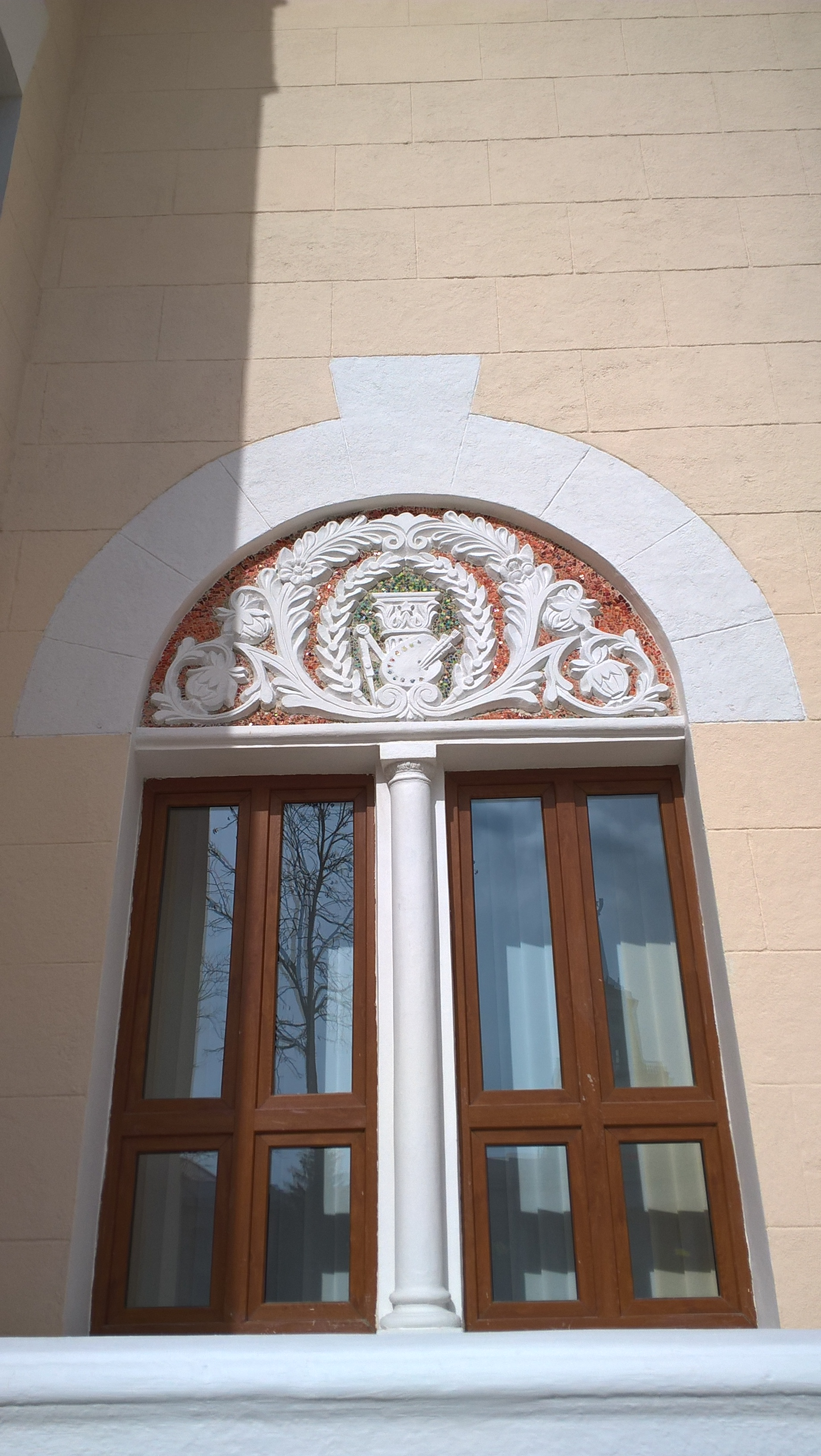
Kulturpalast in Nowa Kachowka